# الدوري الكويتي 1985–86
أقيمت بطولة الدوري الكويتي الخامسة والعشرون في موسم 1985/1986، وقد لعبت البطولة بنظام الذهاب والإياب، وقد توج فيها نادي كاظمة كبطلا للمرة الأولى في تاريخه.

## ترتيب الفرق
- 1- نادي كاظمة 18 نقطة
- 2- نادي القادسية الكويتي 17 نقطة
- 3- نادي العربي الكويتي 14 نقطة
- 4- نادي الكويت 12 نقطة
- 5- نادي الفحيحيل 10 نقطة
- 6- نادي السالمية 9 نقطة
- 7- نادي اليرموك 4 نقاط

## هداف الدوري
- صلاح الحساوي (الكويت)

## أرقام من البطولة
- أكثر الفرق تحقيقا للفوز هو نادي كاظمة بثماني انتصارات.
- أقل الفرق تحقيقا للفوز هو نادي اليرموك بفوز واحد.
- أقل الفرق تعرضا للتعادل هما نادي كاظمة ونادي الفحيحيل بتعادلين.
- أكثر الفرق تعرضا للتعادل هما نادي العربي الكويتي ونادي الكويت.
- أقل الفرق تعرضا للخسارة هما نادي كاظمة ونادي القادسية الكويتي.
- أكثر الفرق تعرضا للخسارة هو نادي اليرموك بتسعة خسائر.
- أكثر الفرق تسجيلا للأهداف هو نادي كاظمة ب21 هدف.
- أقل الفرق تسجيلا للأهداف هو نادي السالمية بسبعة أهداف.
- أكثر الفرق استقبالا للأهداف هو نادي اليرموك بأربعة وعشرين هدف.
- أقل الفرق استقبالا للأهداف هو نادي كاظمة بثمانية أهداف.